# Hyadesia vietsi
Hyadesia vietsi är en kvalsterart. Hyadesia vietsi ingår i släktet Hyadesia och familjen Hyadesidae. Inga underarter finns listade i Catalogue of Life.